# Polenta tepperi
Polenta tepperi là một loài bướm đêm trong họ Noctuidae.